# ソリオン
ソリオン（古希: Σόλλιον, Sollion, 羅: Sollium）は、古代ギリシアのアカルナニア地方の都市である。ソリオンはイオニア海に面した海岸の都市で、レウカスとアリュゼイアの間にあるパライロスの近隣にあった。しかし、ウィリアム・マーティン・リークは都市の位置をアリュゼイアの南、ストラヴォリミオナ（Stravolimióna）とした。ソリオンはコリントスの植民都市であり、ペロポネソス戦争の最初の年（前431年）にアテナイに奪われた。アテナイはソリオンの都市と領土をパライロスに与えた。ソリオンはデモステネスがアイトリア地方に侵攻することを決意したときに上陸した場所として、前426年に再び言及されている。ソリオンの遺跡は現在のポゴニア（Πογωνία）近郊に位置している。